# Turgutia
Turgutia es un género de foraminífero bentónico de la subfamilia Staffellinae, de la familia Staffellidae, de la superfamilia Fusulinoidea, del suborden Fusulinina y del orden Fusulinida. Su especie tipo es Chenia kwangsiensis. Su rango cronoestratigráfico abarca el Guadalupiense (Pérmico medio).

## Discusión
Clasificaciones más recientes incluirían Turgutia en la superfamilia Staffelloidea, y en la subclase Fusulinana de la clase Fusulinata. Turgutia ha sido propuesto como sustituto de Chenia, que ha sido considerado homónimo posterior del tremátodo Chenia Hsu, 1954.

## Clasificación
Turgutia incluye a la siguiente especie:
- Turgutia kwangsiensis †